# Кастельнодари
Кастельнодари́ (фр. Castelnaudary) — коммуна во Франции, находится в регионе Лангедок — Руссильон. Департамент коммуны — Од. Административный центр кантона Северный Кастельнодари. Округ коммуны — Каркасон.
Код INSEE коммуны — 11076.

## Население
| Год  | Численность | Численность |
| ---- | ----------- | ----------- |
| 1962 | 9343        | [ 3 ]       |
| 1968 | 9936        | [ 3 ]       |
| 1975 | 10 118      | [ 3 ]       |
| 1982 | 10 750      | [ 3 ]       |
| 1990 | 10 970      | [ 3 ]       |
| 1999 | 10 851      | [ 3 ]       |
| 2006 | 11 575      | [ 4 ]       |
| 2008 | 11 544      | [ 3 ]       |
| 2011 | 11 876      | [ 4 ]       |
| 2013 | 11 476      |             |
| 2015 | 10 969      | [ 5 ]       |
| 2016 | 11 820      | [ 6 ]       |
| 2017 | 11 598      | [ 7 ]       |
| 2018 | 11 951      | [ 8 ]       |
| 2019 | 12 187      | [ 9 ]       |
| 2020 | 12 467      | [ 10 ]      |
| 2021 | 12 448      | [ 11 ]      |
| 2022 | 12 212      | [ 1 ]       |

## Экономика
В 2007 году среди 7179 человек в трудоспособном возрасте (15—64 лет) 4659 были экономически активными, 2520 — неактивными (показатель активности — 64,9 %, в 1999 году было 70,6 %). Из 4659 активных работали 4012 человек (2352 мужчины и 1660 женщин), безработных было 647 (284 мужчины и 363 женщины). Среди 2520 неактивных 1065 человек были учениками или студентами, 632 — пенсионерами, 823 были неактивными по другим причинам.

## Достопримечательности
- Церковь Сен-Мишель
- Часовня Нотр-Дам-де-ла-Питье
- Мельница Кюгарель
- Аптека XVIII века
- Южный канал

## Города-побратимы
- Марради, Италия

## Известные уроженцы и жители
- Андреосси, Антуан Франсуа (1761—1828) — французский генерал эпохи Наполеоновских войн, учёный и дипломат.
- Амьель, Луи-Феликс (1802—1864) — французский художник.
- Водрёй, Филипп де Риго де (ок. 1643—1725) — французский политический деятель, генерал-губернатор Новой Франции в 1703—1725 годах.
- Дежан, Жан Франсуа Эме (1749—1824) — французский генерал и государственный деятель.
- Кангилем, Жорж (1904—1995) — французский философ, историк науки, создатель «эпистемологической истории».
- Марфан, Антуан Бернар-Жан (1858—1942) — французский педиатр.
- Пьер де Кастельно (? — 1208) — французский монах-цистерцианец, папский легат, блаженный.
- Суме, Александр (1788—1845) — французский поэт и драматург, член Французской академии.
- Фабр-де-Кастельнодари, Пьер Жан (1588—1658) — французский медик и алхимик XVII в.
- Эскюдье, Леон (1821—1881) — французский журналист, музыкальный критик, музыковед и издатель.
- Эскюдье, Мари (1819—1880) — французский журналист, музыкальный критик, музыковед и издатель.

## Фотогалерея

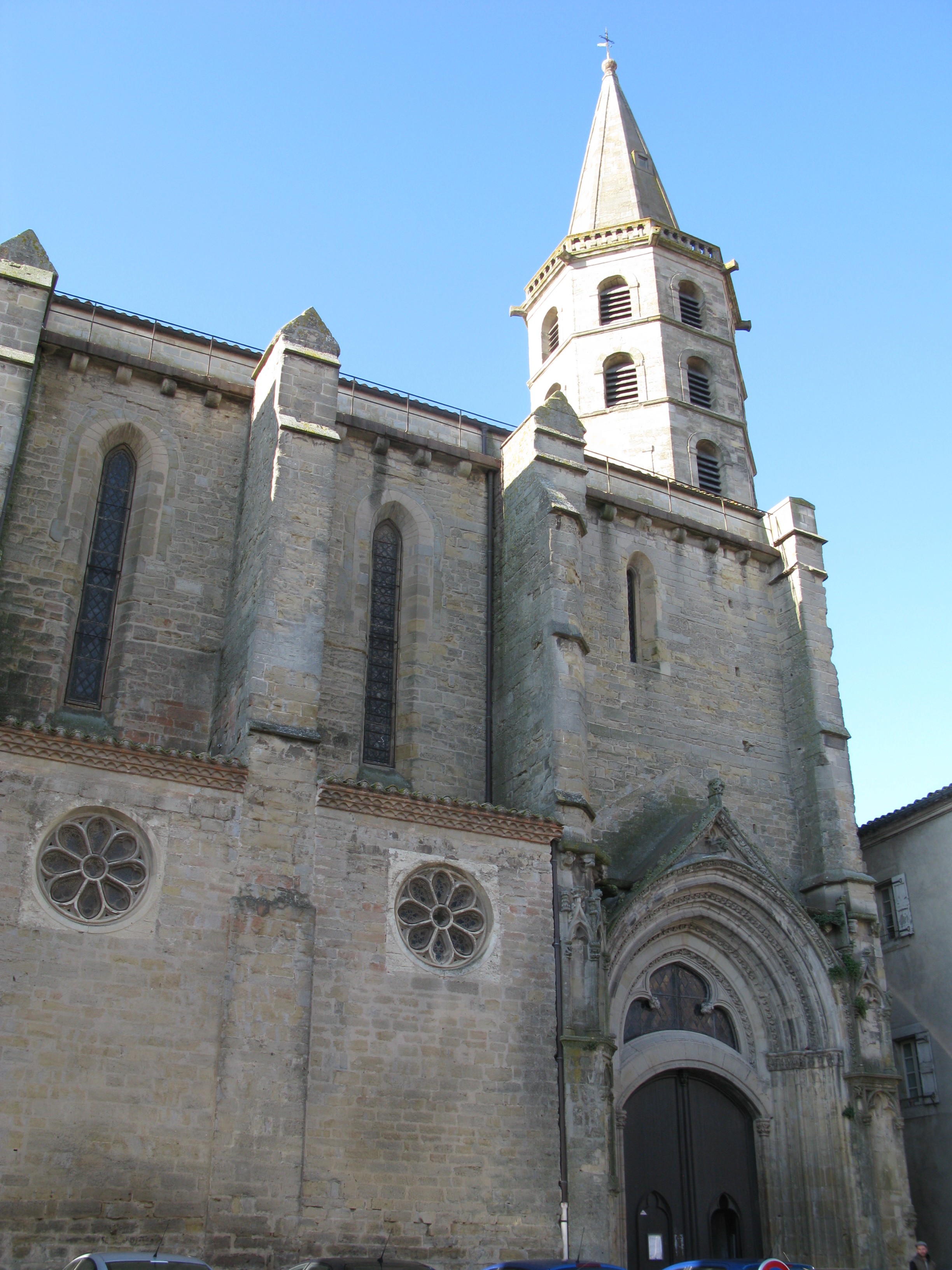
Церковь Сен-Мишель
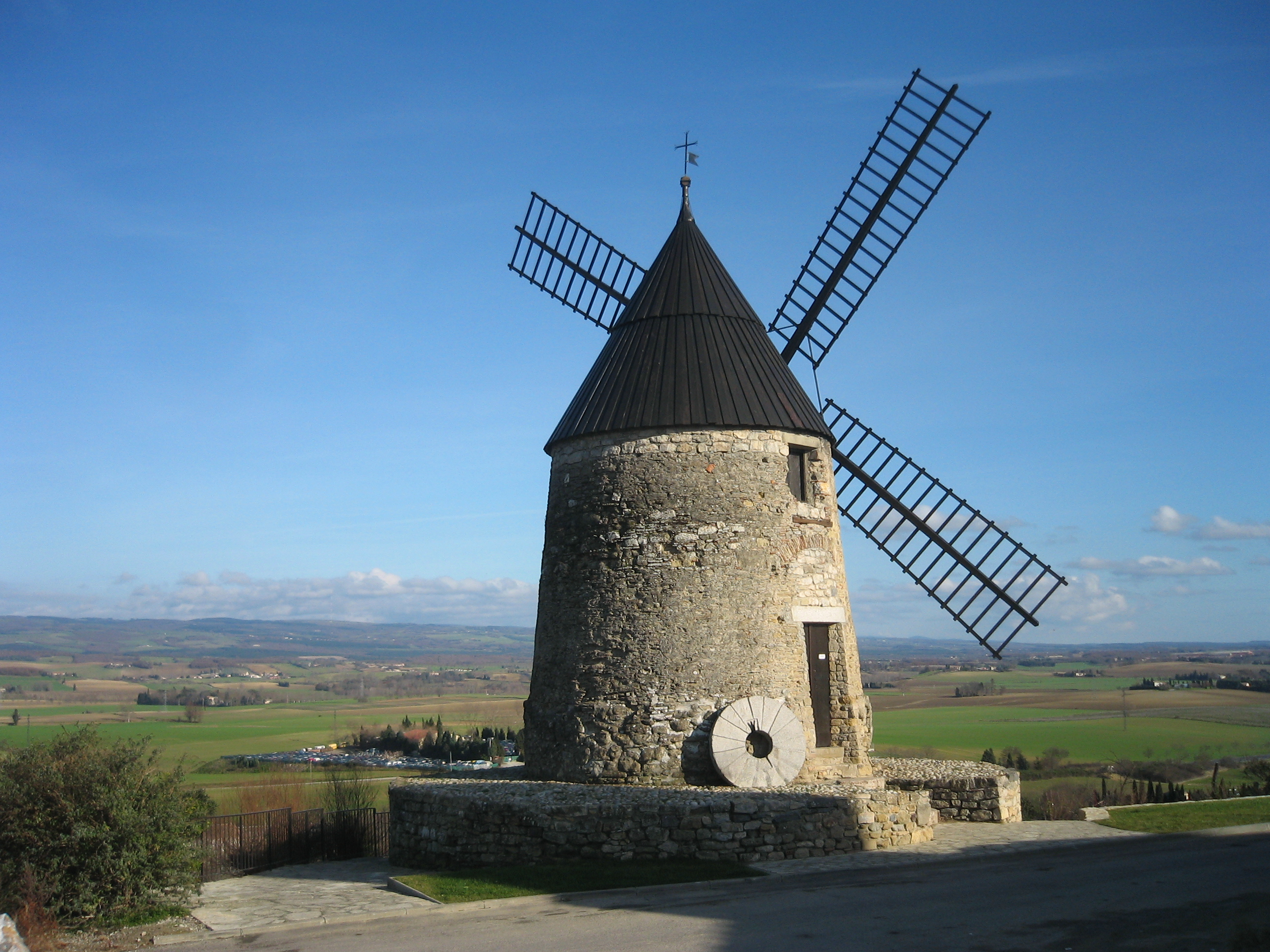
Мельница Кюгарель
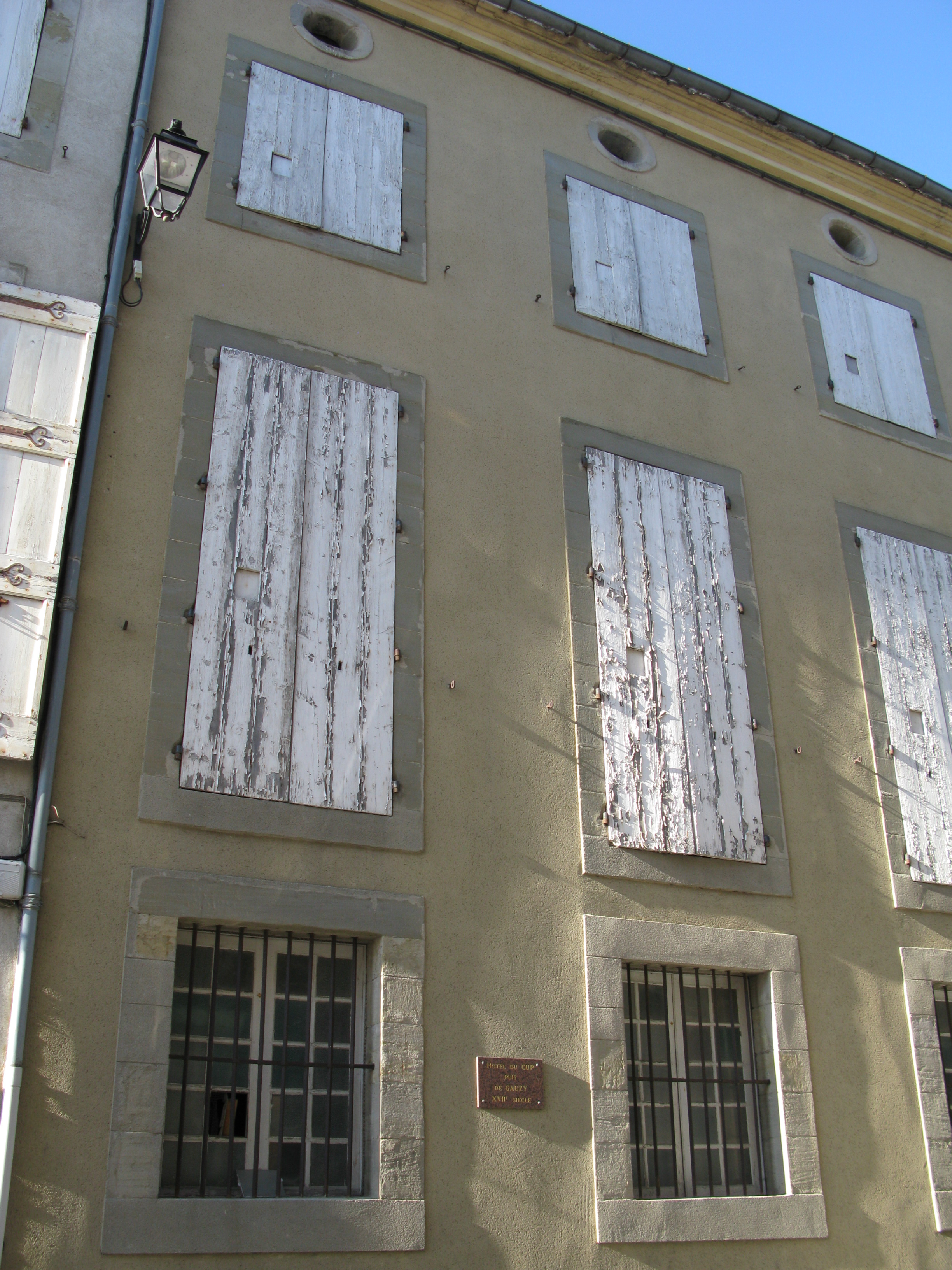
Отель Гози

## Интересные факты
- С 1976 года в городе расквартирован 4-й полк Французского Иностранного легиона.
- Съемки фильма Ад (1994 год) происходили в городе Кастельнодари и его окрестностях. В фильме можно видеть католическую церковь Eglise Saint Michel de Castelnaudary. А также здание Casserne Lapasset, расположенное на 7 Boulevard General Lapasset, в котором до 1986 года был расквартирован 4-й полк Французского Иностранного легиона.